# Anton Sweers
Anton Sweers (27 augustus 1902 - 7 juli 1969) was een Nederlands regisseur van amateurtoneel, lekentoneel, massaspelen en directeur van de stichting Ons Leekenspel.

## Biografie
Anton Sweers, geboren in Amsterdam Oud-West, speelde zijn eerste rollen als lid van de Maria-congregatie, de toneelclub van het parochiepatronaat. Hij streefde al vroeg naar wat hij zag als een verbetering van het repertoire van het amateurtoneel en bracht dat in de praktijk als regisseur van de door hem opgerichte amateurtoneelvereniging RKAT, die zijn eerste successen beleefde met werk van de Fransman Henri Ghéon en Vondels Joseph in Dothan. Hij trok in de jaren twintig vooral de aandacht van mensen uit de jeugdbeweging; en introduceerde in Nederland het lekenspel, de Nederlandse variant van het Duitse Laienspiel. Hij begon ook een uitgeverij Ons Leekenspel omdat hij niet tevreden was met het bestaande toneelrepertoire geschikt voor amateurs en in overeenstemming met zijn katholieke geloofsovertuiging. Gestreefd werd naar een karakteristieke volks- en gemeenschapscultuur in het toneel; zoals die ook in de Arbeiders Jeugd Centrale door Line en Piet Tiggers en Renske Nieweg werd gezocht, en door Jop Pollmann in katholieke kring werd gepropageerd, op het terrein van het volkslied en de volksdans.
Naar voorbeeld van Paul Huf die op de 5e katholiekendag in het Olympisch Stadion een massaspel met 400 medewerkers en De Graal die 3000 meisjes in beurtzang, koren, rei en dans in beweging bracht o.l.v. Vrouwe van Nazareth Mia van der Kallen voerde Sweers in 1931 Elckerlyc met 150 medespelers op. Met 250 Nederlandse meisjes en 250 Engelse voerde hij Everyman op in de Londense Royal Albert Hall.

## Werk
- Oprichter van de Stichting Ons Leekenspel (1934), een uitgeverij van toneelstukken voor jonge amateurtoneelspelers.
- Oprichter en redacteur van het tijdschrift De Spelewei (1939), later verenigd met de nieuwe Spoel, nog weer later opgegaan in Speel onder hoofdredactie van Jop Pollmann.

De tijdschriften brachten repertoire voor het leketoneel, c.q. het amateurtoneel.
- Initiator van het toneelgezelschap Ghesellen van de Spelewei
- Initiator en drijvende kracht achter Het vrolijke peloton (1939-1940) dat toneelvoorstellingen voor de gemobiliseerde Nederlandse militairen gaf.
- Regisseerde in 1946 in het Olympisch Stadion in Amsterdam het door Jan Derks geschreven massaspel waaraan 30.000 spelers (leden van de Katholieke Arbeiders Jeugd deelnamen.
- regisseerde in 1953 in het Utrechtse Goffertstadion een manifestatie ter gelegenheid van de viering van 100 jaar kromstaf, de herdenking van het herstel van de Nederlandse katholieke hiërarchie in 1853.

- International Standard Name Identifier: 0000 0003 9113 6116
- Nederlandse Thesaurus van Auteursnamen: 074258664
- Virtual International Authority File: 284894081
- WorldCat: E39PBJcrghvb6VwygjRkbj74MP